# Paraloxopsis
Paraloxopsis är ett släkte av insekter. Paraloxopsis ingår i familjen Diapheromeridae.
Kladogram enligt Catalogue of Life:
| Paraloxopsis | \| \| Paraloxopsis korystes \| \| \| \| \| \| Paraloxopsis tuberculata \| \| \| \| |
|              | \| \| Paraloxopsis korystes \| \| \| \| \| \| Paraloxopsis tuberculata \| \| \| \| |
|              | Paraloxopsis korystes                                                              |
|              |                                                                                    |
|              | Paraloxopsis tuberculata                                                           |
|              |                                                                                    |